# Juan Antonio López-Cózar
Juan Antonio López Cózar Jáimez (Loja, provincia de Granada, 20 de agosto de 1994) es un ciclista español que fue profesional entre 2018 y 2022.

## Trayectoria
Destacó como amateur consiguiendo una etapa de la Vuelta a Navarra y numerosos podiums y top-ten en 2017. En la temporada 2018 debutó como profesional de la mano del conjunto Team Euskadi.

## Equipos

### Amateur
- Cajamar-Cosentino (2013)
- Specialized-Fundación Alberto Contador (2014)
- Café Baqué-Conservas Campos (2015-2016)
- Fundación Euskadi (2017)
- Manuela Fundación Bike Team[3] (2020)

### Profesionales
- Team Euskadi (2018)
- Euskadi Basque Country-Murias[4] (2019)
- Burgos-BH[5] (2021-2022)